# Рэйуорт, Софи
Софи́ Джейн Рэ́йуорт (англ. Sophie Jane Raworth; 15 мая 1968, Суррей, Англия, Великобритания) — британская журналистка и телеведущая.

## Биография
Софи Джейн Рэйуорт родилась 15 мая 1968 года в Суррее (Англия, Великобритания) в семье бизнесмена и флориста. Окончила «Putney High School» и «St Paul's Girls' School», а также она получила степень в области немецкого и французского языков в Манчестерском университете.
Начала свою журналистскую карьеру в 1992 году, когда присоединилась к BBC в качестве ведущей новостей. В мае 1995 года стала регулярным совместным ведущим «Look North».
С 13 декабря 2003 года замужем за агентом по продаже недвижимости Ричардом Уинтером. У супругов есть трое детей, двое дочерей и сын — Элла Роуз Уинтер (род.20.05.2004), Джорджия Уинтер (род.08.12.2005) и Оливер Уинтер (род.09.03.2008).